# Pedro Estrems
Pedro Estrems Navarra (* 11. Dezember 1932 in Mataró; † 30. März 1986 ebenda) war ein spanischer Fußballspieler.

## Karriere
Aus der Jugendmannschaft des FC Barcelona hervorgegangen, spielte Estrems Navarra von 1952 bis 1956 zunächst in der Segunda División, die ersten drei Saisons in der Gruppe Nord, die vierte in der Gruppe Süd, für SD España Industrial – und das 75 Mal. Das erste Mal kam er am 13. September 1952 (1. Spieltag) bei der 1:3-Niederlage im Heimspiel gegen UE Lleida zum Einsatz. Des Weiteren bestritt er mit den Hin- und Rückspielen der Ersten und Zweiten Runde sowie dem Drittrundenspiel seine ersten fünf Pokalspiele.
Von 1956 bis 1959 bestritt er dann für den FC Barcelona 13 Punktspiele in der Primera División, der höchsten Spielklasse im spanischen Fußball. Sein Debüt gelang mit seinem einzigen Saisonspiel am 17. März 1957 (26. Spieltag) beim 4:2-Sieg im Heimspiel gegen Real Saragossa. Des Weiteren kam er im Halbfinalrückspiel am 14. und im Finale am 21. Juni 1959 um den Copa de S.E. El Generalísimo, wie der Königspokal sich seiner Zeit nannte, zum Einsatz. Auch im über drei Jahre ausgetragenen Premierenwettbewerb um den Messestädte-Pokal war er dabei und gewann diesen; im Halbfinalrück- und im Finalhinspiel war er als Schlussmann eingesetzt.
Zur Saison 1959/60 wechselte er zum Ligaaufsteiger Real Valladolid, für den er bis Saisonende 1962/63 37 Punktspiele bestritt, davon drei – Abstieg bedingt – in der Zweitligasaison 1961/62.
Mit UD Levante, für den er acht Punktspiele bestritt, folgte ein Verein, der am Saisonende 1963/64 als Letztplatzierter absteigen musste. Sein letzter Verein war bereits in der Segunda División vertreten; in der Gruppe Nord 1964/65 blieb der FC Badalona der Spielklasse erhalten, da er gegenüber dem punktgleichen CD Ourense die bessere Tordifferenz aufzuweisen hatte. Für diesen bestritt er mit dem Erstrunden-Entscheidungsspiel um den Königspokal bei der 0:4-Niederlage beim CD Teneriffa sein letztes Pokalspiel.
Seine Spielerkarriere ließ er für den in seinem Geburtsort ansässigen CD Mataró nach zwei Saisons 1967 ausklingen.

## Erfolge
- Messestädte-Pokal-Sieger 1958, 1960 (ohne Einsatz)
- Spanischer Meister 1959
- Spanischer Pokal-Sieger 1957 (ohne Einsatz), 1959